# Agustín Parrado y García

Kardinalswappen Parado Garcías

Agustín Kardinal Parrado García (* 5. Oktober 1872 in Fuensaldaña, Spanien; † 8. Oktober 1946 in Granada) war Erzbischof von Granada.

## Leben
Agustín Parrado García empfing nach einem Studium der Katholischen Theologie und Philosophie in Valladolid am 21. September 1895 das Sakrament der Priesterweihe. Anschließend wirkte er als Dozent am Priesterseminar und an der Päpstlichen Universität von Valladolid, ehe er in Astorga für das Diözesangericht arbeitete und eine katholische Zeitung leitete. 1922 wurde er Dekan der Päpstlichen Universität von Salamanca und Diözesanoffizial.
1925 ernannte ihn Papst Pius XI. zum Bischof von Palencia, 1934 zum Erzbischof von Granada. Papst Pius XII. verlieh ihm 1945 den Titel eines Päpstlichen Thronassistenten und nahm ihn am 18. Februar 1946 als Kardinalpriester mit der Titelkirche Sant’Agostino in das Kardinalskollegium auf.
Agustín Parrado García starb nach langer Krankheit noch im selben Jahr, am 8. Oktober 1946, in Granada und wurde in der dortigen Basilika beigesetzt.